# Our Man in Jazz
Albums de Sonny Rollins
What's New?
(1962) Sonny Meets Hawk!
(1963)
Our Man in Jazz est un album live du saxophoniste ténor Sonny Rollins enregistré au club de jazz The Village Gate à New York et paru en 1963 sur le label RCA Victor. Rollins réunit un quartet composé de Don Cherry au cornet à pistons et Billy Higgins à la batterie, deux musiciens issus du quartet de Ornette Coleman, et associés ici à son fidèle bassiste Bob Cranshaw. L'album est l'un de ceux qui montrent le mieux une recherche vers le free jazz.

## Titres
Le LP d'origine comprend trois morceaux d'une durée totale de près de 50 minutes avec deux compositions de Rollins et un standard, "Dearly Beloved", déjà enregistré sur l'album The Sound of Sonny (1957). Le critique LeRoi Jones écrit que les morceaux "Dearly Beloved" et "Doxy" « sont presque comme des exercices approfondis en préparation pour le long travail, "Oleo" » et ajoute à propos de celui-ci : « c'est un superbe morceau de musique et démontre de façon assez remarquable le "futur potentiel" [...] qui sera le résultat de l'attirance de Sonny pour l'improvisation thématique ».
| N°     | Titre          | Compositeur                | Durée |
| ------ | -------------- | -------------------------- | ----- |
| Face 1 |                |                            |       |
| 1.     | Oleo           | Sonny Rollins              | 25:23 |
| Face 2 |                |                            |       |
| 2.     | Dearly Beloved | Jerome Kern, Johnny Mercer | 8:21  |
| 3.     | Doxy           | Sonny Rollins              | 15:16 |

## Enregistrement
Les morceaux du disque d'origine sont enregistrés du 27 au 30 juillet 1962 au club The Village Gate à New York pour RCA Victor (numéro catalogue:LPM 2612).

## Autres éditions
L'album On The Outside, publié en 1991, comprend trois titres supplémentaires enregistrés le 20 février 1963. Le quartet est le même à l'exception du contrebassiste Bob Cranshaw, qui est remplacé par Henry Grimes.
| N° | Titre                           | Compositeur                    | Durée |
| -- | ------------------------------- | ------------------------------ | ----- |
| 1. | Oleo                            | Sonny Rollins                  | 25:32 |
| 2. | Dearly Beloved                  | Jerome Kern, Johnny Mercer     | 8:15  |
| 3. | Doxy                            | Sonny Rollins                  | 15:08 |
| 4. | You Are My Lucky Star           | Nacio Herb Brown, Arthur Freed | 5:24  |
| 5. | I Could Write A Book            | Lorenz Hart, Richard Rodgers   | 3:15  |
| 6. | There Will Never Be Another You | Mack Gordon, Harry Warren      | 5:43  |

| Musicien      | Instrument       | Titre   |  | Équipe technique |                          |
| ------------- | ---------------- | ------- |  | ---------------- | ------------------------ |
| Sonny Rollins | saxophone ténor  | 1-6     |  | George Avakian   | producteur, liner notes  |
| Don Cherry    | cornet à pistons | 1-6     |  | Paul Goodman     | ingénieur                |
| Bob Cranshaw  | contrebasse      | 1, 2, 3 |  | Dave Hecht       | couverture, photographie |
| Henry Grimes  | contrebasse      | 4, 5, 6 |  |                  |                          |
| Billy Higgins | batterie         | 1-6     |  |                  |                          |